# Fallopia dentatoalata
Fallopia dentatoalata är en slideväxtart som först beskrevs av Friedrich Schmidt, och fick sitt nu gällande namn av Josef Holub. Fallopia dentatoalata ingår i släktet bindor, och familjen slideväxter. Inga underarter finns listade i Catalogue of Life.